# شاميليون (كوميكس)
شاميليون (بالإنجليزية:Chameleon) شخصية خيالة شريرة ظهر لأول مره في عام 1963 في القصص المصورة التي نشرتها شركة مارفيل كومكس بجانب بطل السلسلة الرجل العنكبوت ويتميز بمهارة تغير الشكل الخارجي ولذلك يطلق عليه اسم الحرباء.